# Plac Dominikański w Krakowie
Plac Dominikański – plac w Krakowie, w dzielnicy I Stare Miasto, na Starym Mieście, między ulicą Grodzką a ulicą Dominikańską i kościołem dominikanów. 
W okresie przedlokacyjnym był placem targowym. W XII i XIII w. przy głównym, romańskim kościele pw. św. Trójcy skupiała się duża osada, w której najwcześniej zaczęły wykształcać się samorządowe formy organizacyjne. W 1222 biskup Iwo Odrowąż przeniósł ww. parafię do kościoła Mariackiego, a na jej miejscu osadził sprowadzony z Bolonii zakon dominikanów.  Nazwa – Dominikański – utrwaliła się w latach 70. XIX wieku, wcześniej miejsce to nazywano ulicą Szeroką.

Przy placu tym, w domu numer 6 mieszkał Edmund Wasilewski – pierwszy poeta sławiący uroki podwawelskiego grodu. Fakt ten upamiętnia wmurowana tablica z inskrypcją: 

W domu tym zmarł 14 listopada 1846 r. Edmund Wasilewski, wielkich talentów poeta, gorąco kochający ojczyznę. Kraj poniósł bolesną stratę przez wczesną śmierć Zacnego Obywatela. Ożeniony był z panną Schugt. Żył lat 30.

 Po przeciwnej stronie, przy narożniku ulicy Grodzkiej, w domu numer 1 urodziła się Helena Modrzejewska, co poświadcza wmurowana tablica pamiątkowa autorstwa Wiesława Łabędzkiego.

## Galeria

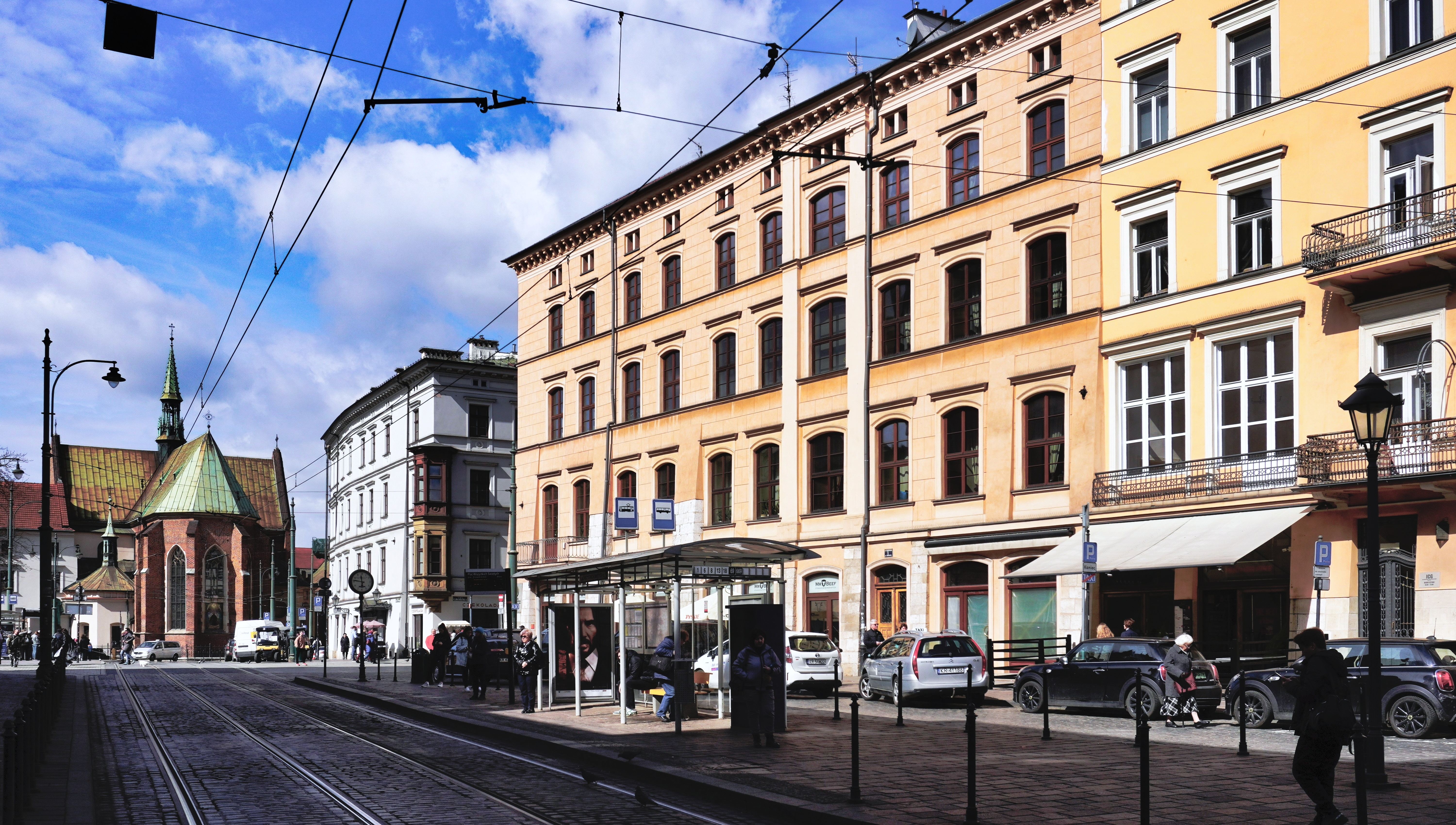
Plac widziany ze wschodu, z ul. Dominikańskiej
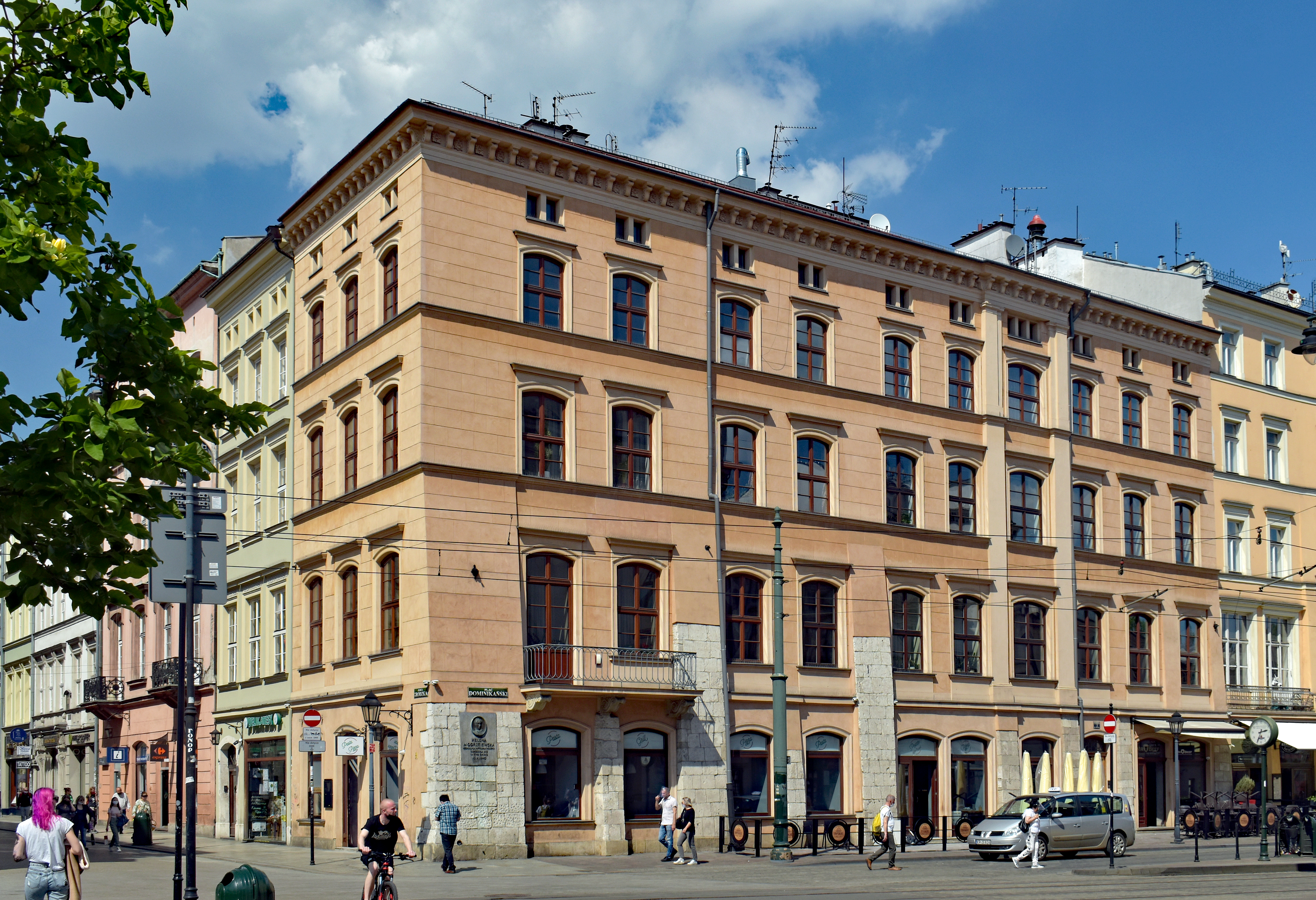
pl. Dominikański 1 (ul. Grodzka 22) Czynszowa kamienica, urodziła się w niej Helena Modrzejewska
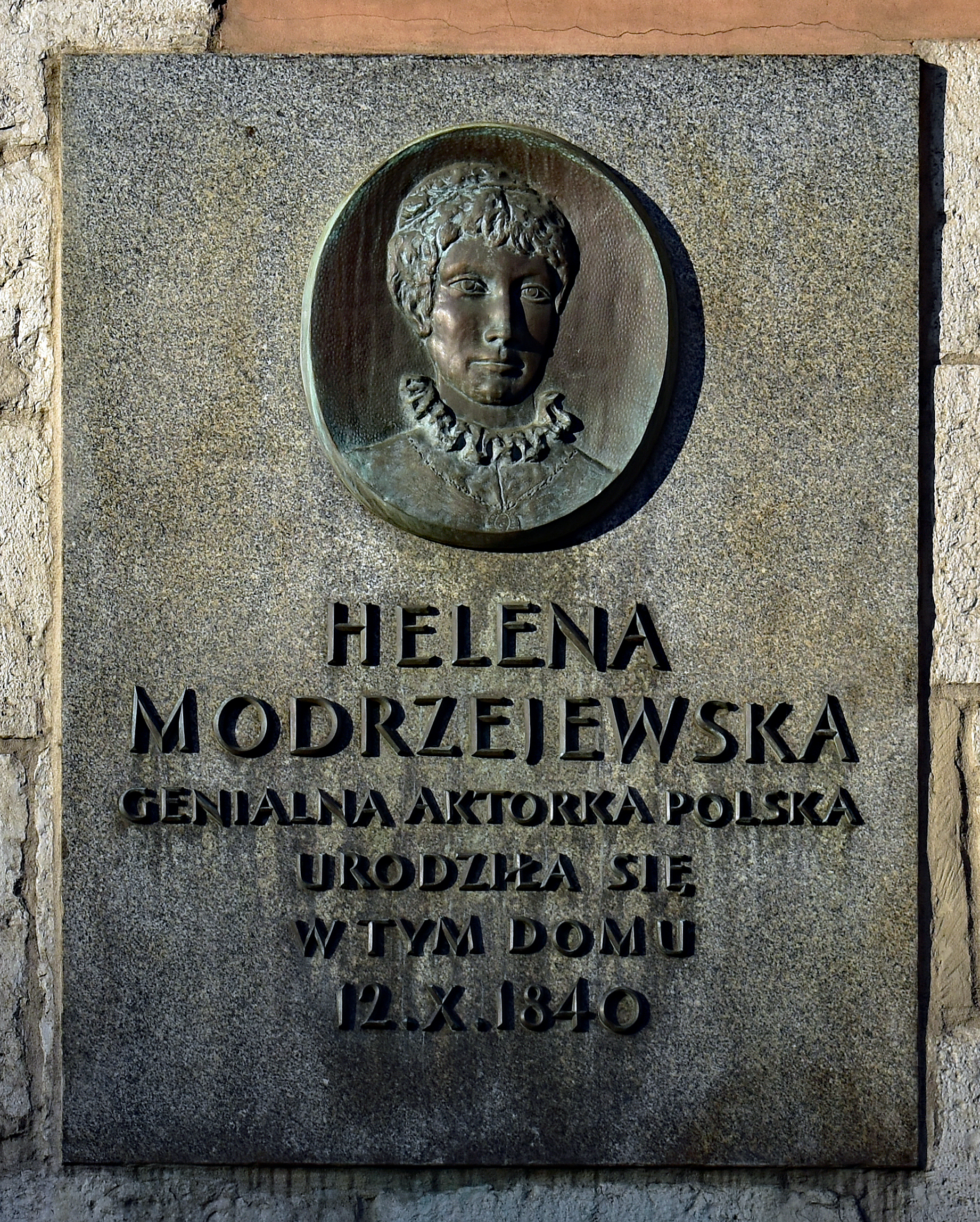
Tablica pamiątkowa Heleny Modrzejewskiej
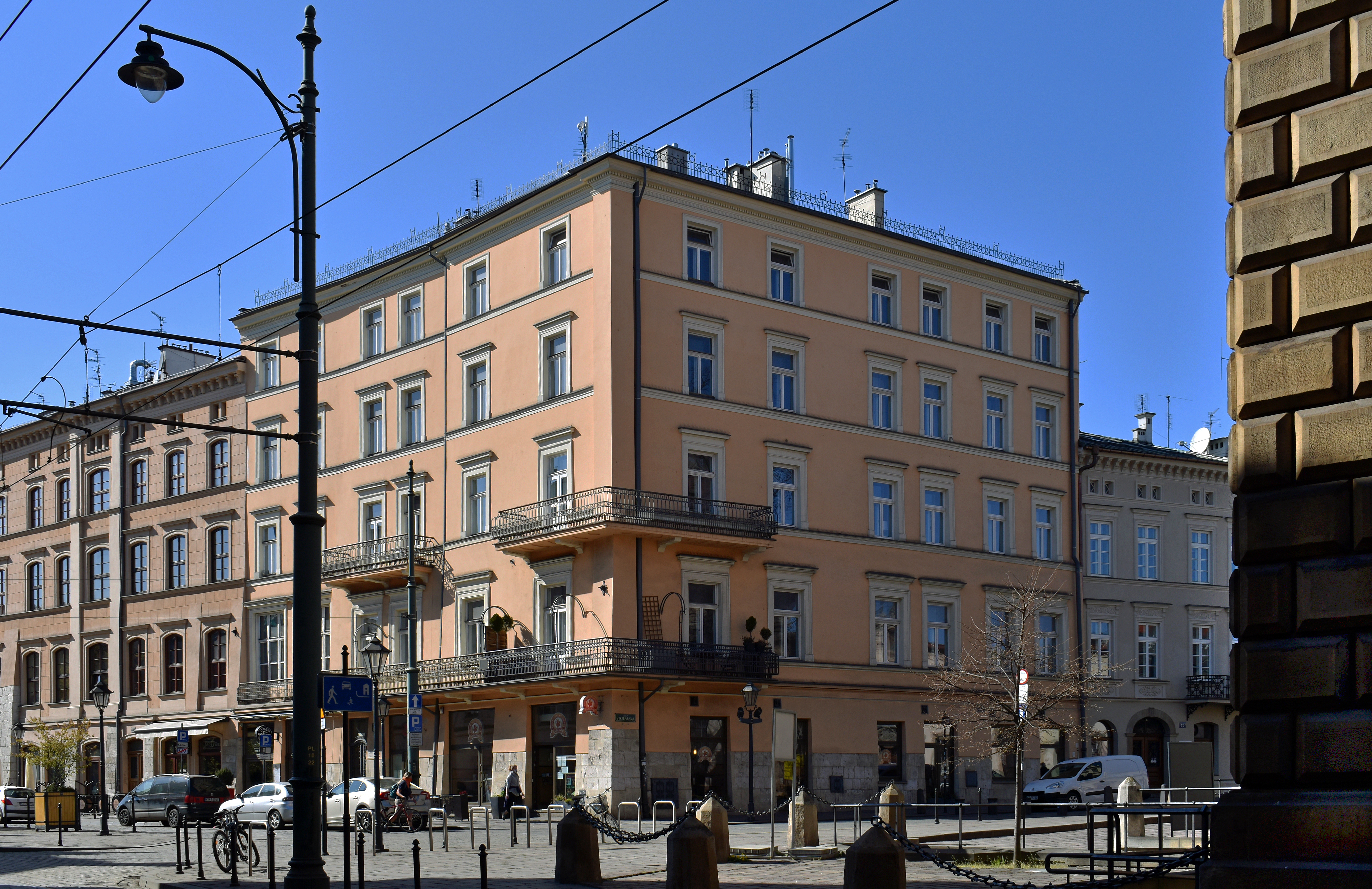
pl. Dominikański 2 (ul. Stolarska 17) Czynszowa kamienica
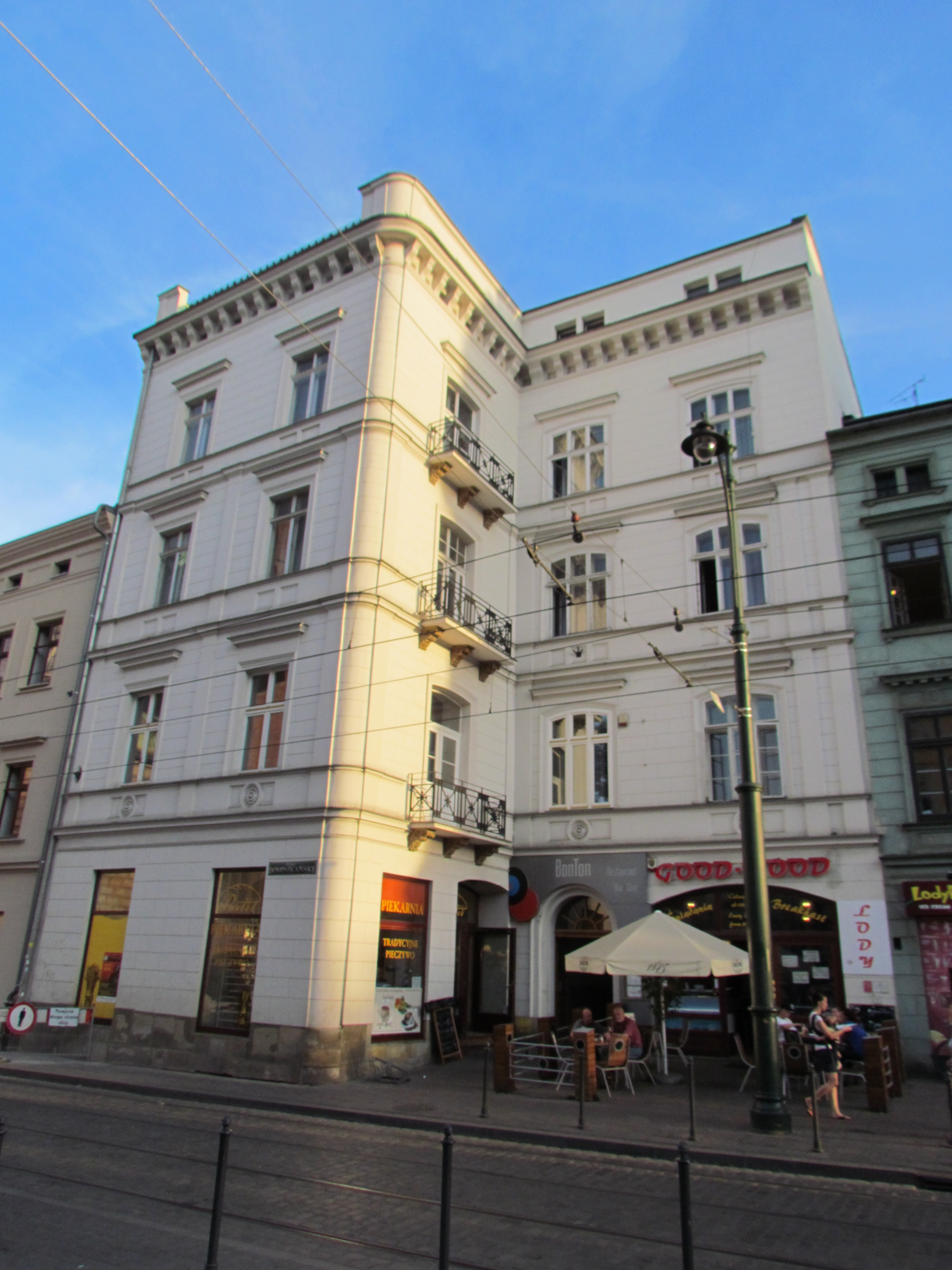
pl. Dominikański 4
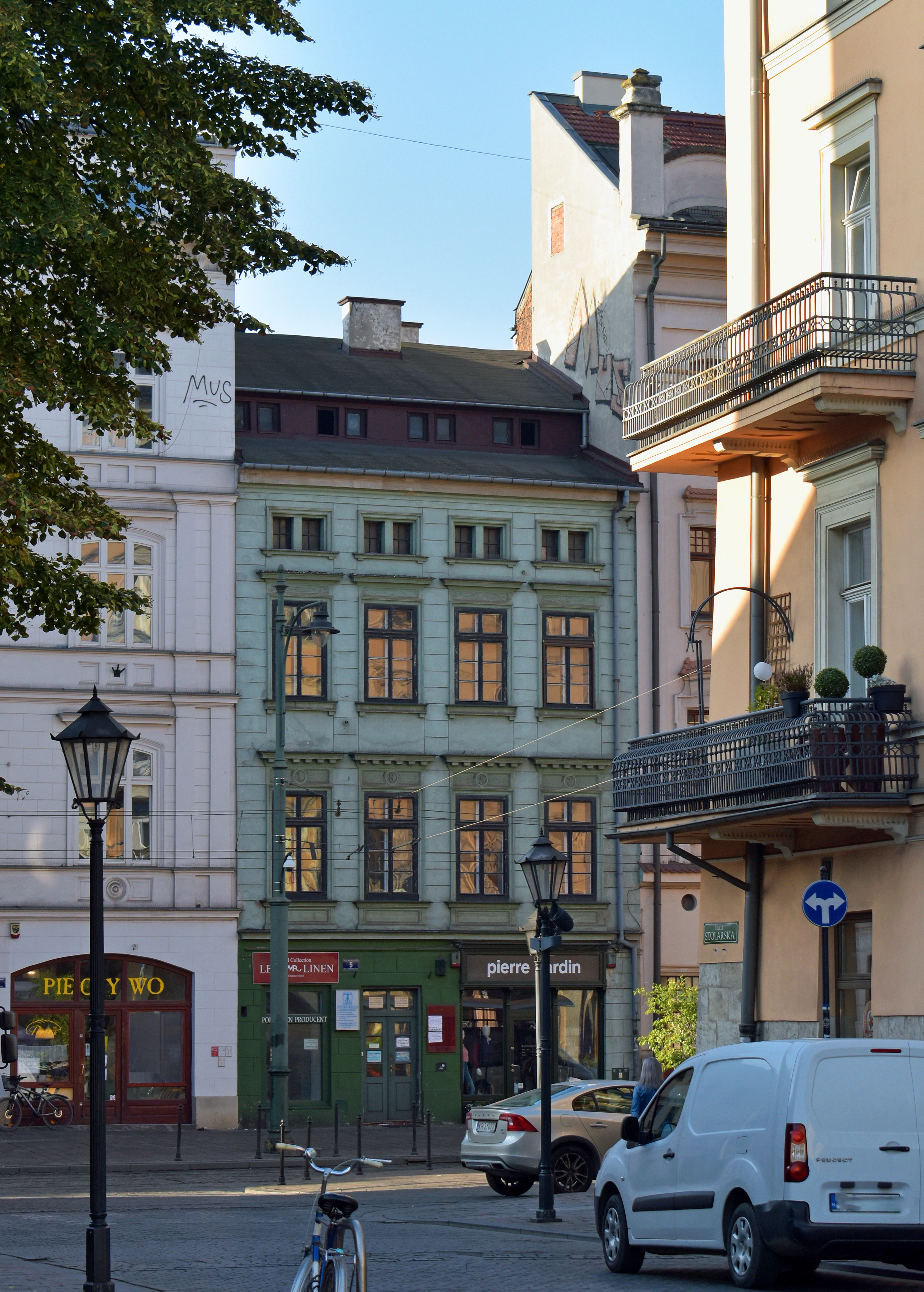
pl. Dominikański 5 Czynszowa kamienica
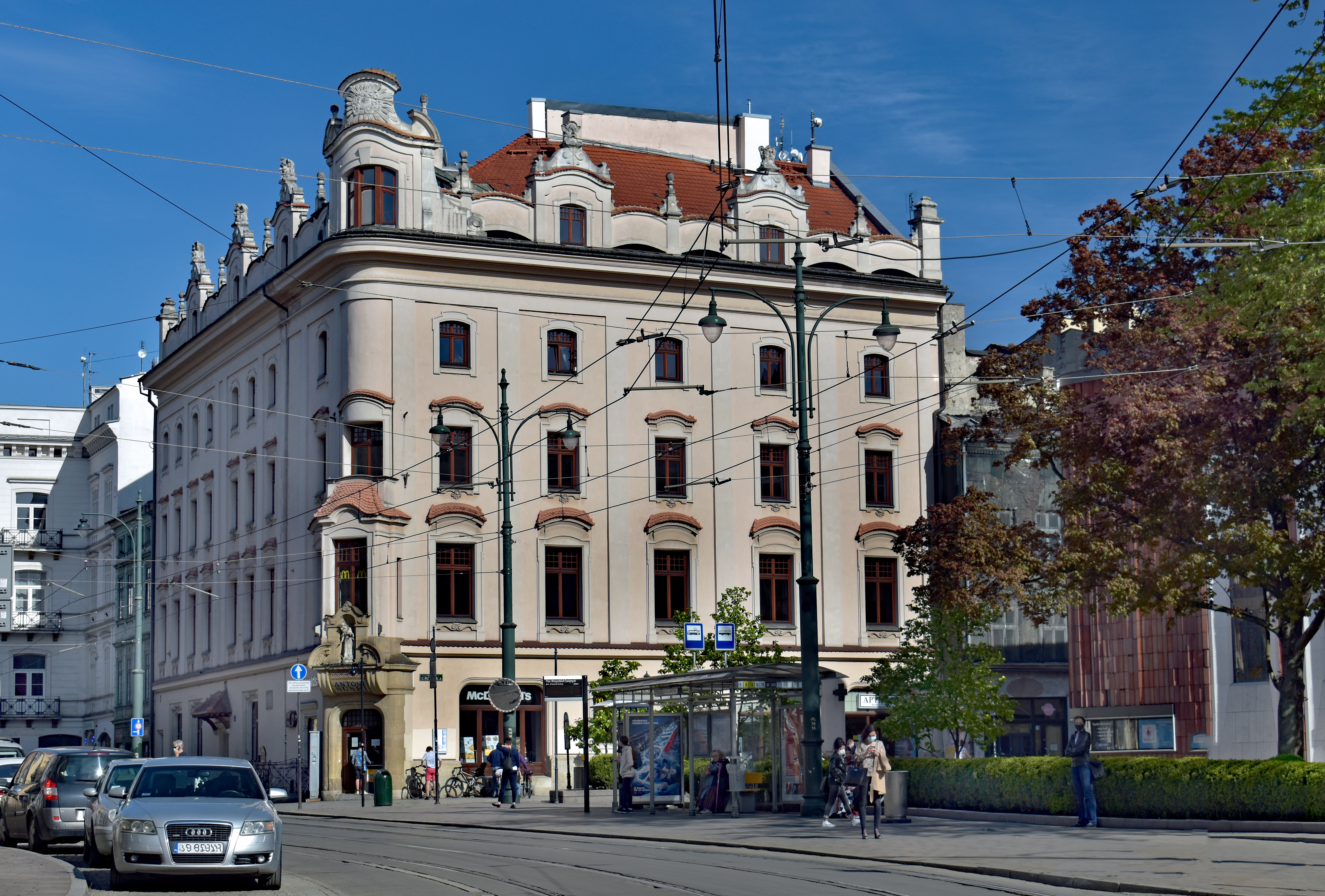
pl. Dominikański 6-7 (ul. Grodzka 24-26) Kamienica Suskich
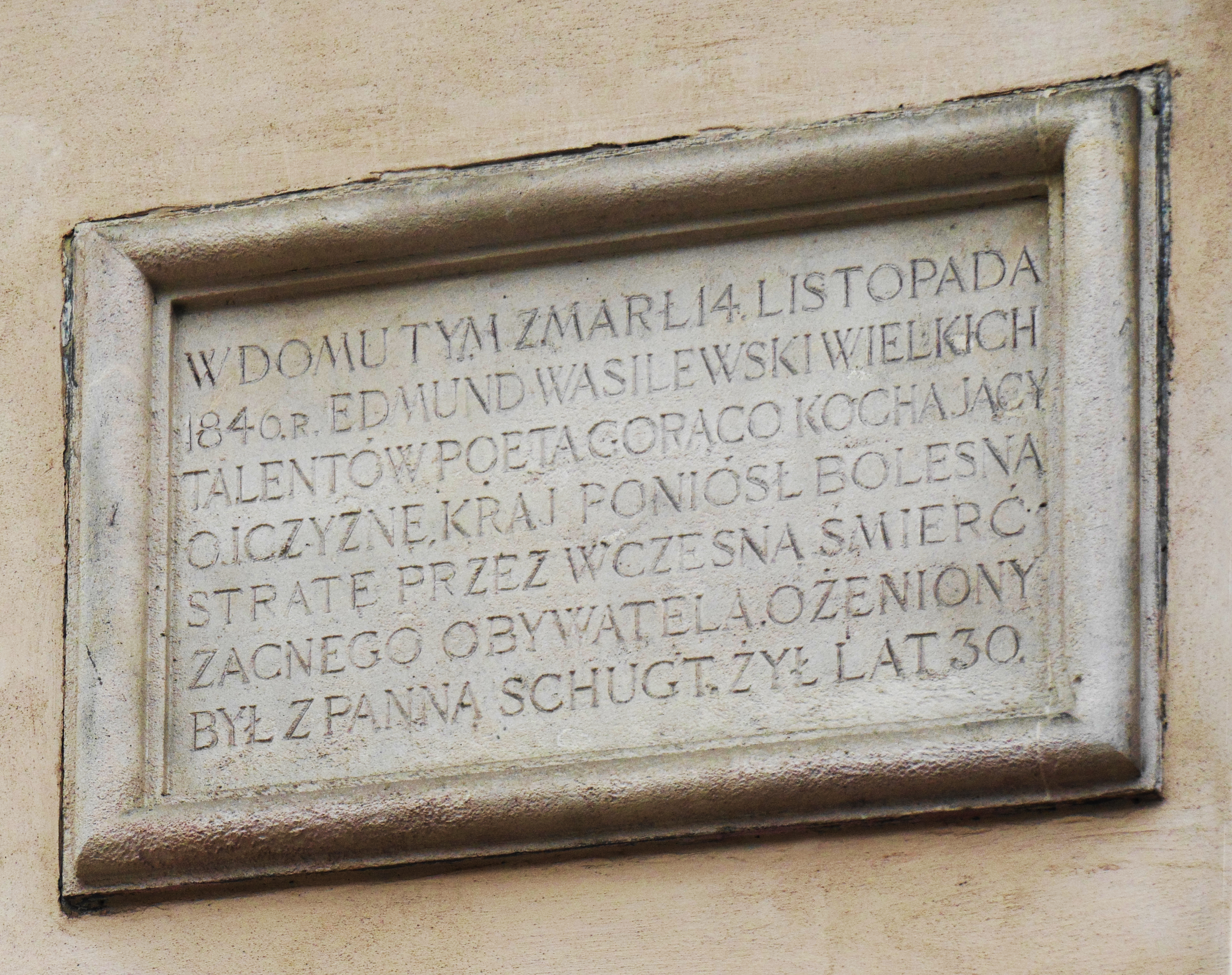
pl. Dominikański 6 Tablica pamiątkowa Edmunda Wasilewskiego